# ブダペスト包囲戦
ブダペスト包囲戦はハンガリーの首都ブダペストの包囲戦であり、第二次世界大戦末期、赤軍によるブダペスト攻勢によって行われた戦いのひとつである。1944年12月29日、ハンガリー軍・ドイツ国防軍によって防衛されたブダペストが赤軍・ルーマニア軍によって包囲されたとき、この包囲戦が始まり、1945年2月13日、守備隊の無条件降伏をもって終了した。ブダペストの包囲はソビエト赤軍第2ウクライナ方面軍（司令官ロディオン・マリノフスキー）の一部が行い、ドイツ国防軍・武装親衛隊・ハンガリー軍の雑多な部隊が赤軍に対し配置された。ブダペスト包囲戦は第二次世界大戦で最も血の流れた戦いのひとつであった。

## 包囲戦開始までのハンガリー
1941年の独ソ開戦以後、ハンガリーはドイツと共にソ連との戦争を続行していたが、戦線に敗北の様相が濃くなるにつれ、その協力度は「気の乗らない衛星国」のそれになりつつあった。1944年春までには、戦況を絶望視したハンガリー政府首脳は連合国との休戦を望んでいたが、ドイツはバラトン湖周囲にあるハンガリー油田を必要としており、またハンガリーに居住するユダヤ人の徹底的な殲滅を計画、3月19日、ドイツ軍はマルガレーテ作戦を発動、部隊をハンガリーへ侵入させ親独派のストーヤイ・デメ政権を樹立させる。しかし、ハンガリー摂政の座を保ったホルティ・ミクローシュ提督はなお休戦を試みようとしていた。
1944年6月末、バグラチオン作戦成功とその後の進撃によりソ連軍はバルカン半島に侵入してきた。1944年10月、ホルティは連合軍と和平について交渉する機会をつかんだ。しかし、ドイツ側にこのことが露見してしまい、10月16日ドイツ軍はパンツァーファウスト作戦を発動。ホルティを摂政から退任させ、親ナチの矢十字党とその指導者サーラシ・フェレンツがハンガリーを掌握することとなった。

## 包囲

### 赤軍のブダペストへの進出
1944年10月29日、赤軍はブダペストへの攻撃を開始し、2つに分けられた1,000,000名以上の赤軍将兵は迅速にブダペストへと進撃した。赤軍の作戦はドイツ軍・ハンガリー軍の残存部隊をブダペストから駆逐することであり、1944年11月7日、赤軍・ルーマニア軍はブダペスト旧市街東20キロ郊外に達していた。12月19日、休養と再編成の後、赤軍は攻撃を再開、12月26日には最後に残っていた連絡路であるブダペスト・ウィーン間街道を赤軍が切断、このためブダペストは包囲されることとなった。この一連の攻勢のさなか、ハンガリー「国民指導者 (Nemzetvezető)」サーラシ・フェレンツは12月9日にブダペストから逃亡した。
ブダペスト包囲網下に残ったのはドイツ将兵33,000名、ハンガリー将兵37,000名、民間人800,000名。ドイツ総統アドルフ・ヒトラーはブダペストを要塞都市と宣言、包囲網の突破脱出を禁じ、第9SSアルペン軍団司令官カール・プフェッファー＝ヴィルデンブルッフ親衛隊大将を守備隊の最高指揮官に任命した。
東部中央ヨーロッパ最大都市であるブダペストはヨシフ・スターリンの大きな目標であり、ヤルタ会談の開催が近づきつつある中、スターリンはイギリス首相ウィンストン・チャーチルとアメリカ大統領フランクリン・ルーズベルトに彼の力を誇示したいと考えていた。
1944年12月29日、包囲網完成を受けてソビエト第2ウクライナ方面軍司令官マリノフスキーはブダペストに降伏を勧告するために特使2名を派遣した。しかし、特使は戻ることは無かった。このことについては、特使が赤軍により故意に射殺されたとドイツ・ハンガリーの歴史家の一部は主張しており、この点についてはソ連内でも広い議論が存在している。また、他の意見では特使らは帰り道の途中、誤射されたと主張しているが、いずれにせよ、これを降伏の拒絶と判断した赤軍はブダペストへの攻撃を開始した。

### 包囲の開始とドイツ軍最初の反撃

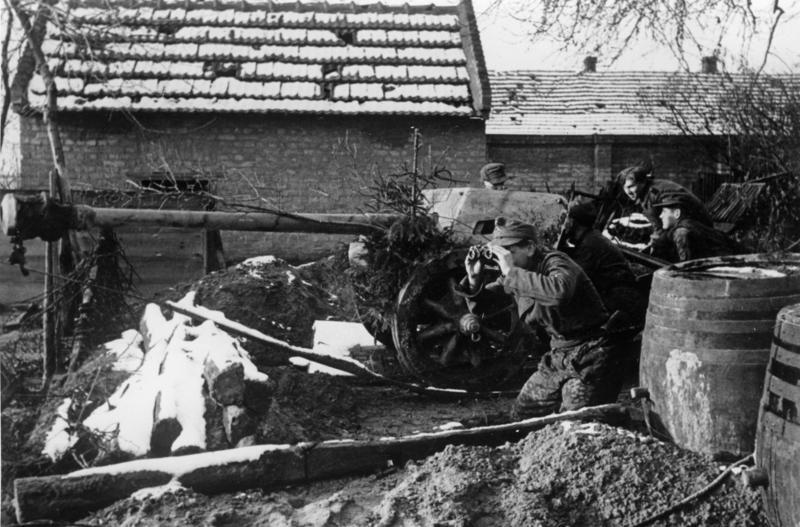
赤軍を迎え撃つドイツ軍

攻勢は街の東側ペシュトへ向けられ、中央大通りを急速に進撃してくる赤軍にドイツ軍・ハンガリー軍は圧倒された。効果的な反撃は不可能と思われたため、ドイツ・ハンガリー軍の指揮官はせめて敵の進撃を遅らせるため、遅滞戦術を作戦の中心とし、最終的にはペシュトを放棄してドナウ川を渡って後退、ブダの丘が多い地形を利用してさらなる防衛戦を行うこととした。
1945年1月、ドイツ軍はコンラート作戦と呼ばれる解囲作戦を開始、包囲された防衛部隊を救出するためのドイツ・ハンガリー両軍共同の作戦であり、三次にわたって行われることになる。
1月1日、第一次コンラート作戦が開始、ドイツ第4SS装甲軍団は赤軍の包囲を撃破するためにブダペストでも丘の多い北側を進んでタタから攻撃を行った。同時に武装親衛隊の部隊が戦術的優位を確立するためにブダペスト西から攻撃を行った。1月3日、赤軍はこの脅威に対応するために4個師団を派遣、ブダペスト西20キロ近くのビツシュケ (en) でドイツ軍の攻撃を阻止、1月12日、ドイツ軍は撤退を余儀なくされた。
1月7日、ドイツ軍は第二次コンラート作戦を開始、ドイツ第4SS装甲軍団はブダペストの飛行場を奪回し、空輸の効率を改善するためにエステルゴム方面から攻撃を開始した。
1月17日、第三次コンラート作戦が開始、ドイツ第4SS装甲軍団、第III装甲軍団はブダペスト南方より攻撃を行い、赤軍4個師団の包囲を試みた。

### 1月1日、ペシュト攻防戦に参加した部隊

#### 第30狙撃兵軍団
- 第25親衛狙撃兵師団
- 第151狙撃兵師団
- 第155狙撃兵師団
- 第16砲兵師団
- 第18親衛榴弾砲兵旅団
- 第49親衛加農砲旅団
- 第115親衛対戦車連隊

#### 第18親衛狙撃兵軍団
- 第66親衛狙撃兵師団
- 第68親衛狙撃兵師団
- 第297狙撃兵師団
- 第317狙撃兵師団
- 第17加農砲旅団
- 第152加農砲旅団
- 第95榴弾砲兵旅団
- 第27迫撃砲旅団
- 第48「カチューシャ」連隊
- 第14突撃工兵旅団

#### 第7ルーマニア軍団
- 第2歩兵師団
- 第19歩兵師団
- 第9騎兵師団

ペシュトの戦いの間、参加した戦車部隊
- 第23戦車軍団の2個大隊
- 第3戦車旅団
- 第39戦車旅団の1個中隊

合計、戦車22両
ブダの戦いの間、参加した戦車部隊
- 第23戦車軍団の1個中隊
- 第5親衛戦車軍団の1個中隊

合計、戦車119両
1月1日時点での砲兵部隊
- 203mm榴弾砲：48門
- 152mm加農砲/榴弾砲：172門
- 122mm加農砲/榴弾砲：294門
- 76mm師団所属砲：191門
- 76mm連隊所属砲：174門
- 45mm/57-mm対戦車砲：158

## 戦闘の激化
とかくする間、ブダペストでの市街戦は激化しており、包囲開始直前の1944年12月27日にはすでにフェリヘジ空港（現在のフェレンツ・リスト国際空港）を喪失していたため、枢軸軍にとって輸送問題は決定的な要素であった。1945年1月9日まで、ドイツ軍はブダ城に隣接する公園、大通りを利用していくつかを航空機、グライダーの発着場としていたが、常に赤軍の砲撃に悩まされていた。また、ドナウ川が凍るまでは暗闇と霧を利用していくつかの必需品をはしけで輸送することも行っていた。
それらの努力が行われたにもかかわらず、食料不足はますます悪化、兵士は食料も自ら探し出さなければならなくなり、何人かは自らが所有する馬を食べざるを得なかった。そして極端な寒さはドイツ・ハンガリー両軍将兵に大きな影響を及ぼした。
赤軍はドイツ軍がスターリングラードと同じ状況にあると素早く判断した。また、彼らは進撃に狙撃兵や工兵らを用いることにより、地形を利用することができた。さらに枢軸軍と赤軍の双方で展開を有利にするため、下水道を用い、その内外で戦うこともあった。ソ連海軍歩兵6名がどうにかブダ城の丘へ到着、その後、地下の自軍へ戻る前にドイツ軍将校を捕虜とした。しかし、ブダペスト包囲戦における下水道での戦いは、概して地元住民の手引きを受けられる枢軸側のほうが有利であった。
1月中旬、赤軍による砲火の下、パンツァーファウストと砲弾を製造していた工場とチェペル島が奪取された。一方、ペシュトでは赤軍の進撃により、防衛部隊は半減、状況は悪化していた。
1945年1月17日、ヒトラーはブダの防衛のためにペシュトから全ての残存部隊を撤退させることに同意、ドナウ川にかかる5つの橋は全て渋滞を引き起こしながらも将兵、民間人らは避難した。1945年1月18日、ハンガリー軍将校の抗議にもかかわらず、ドイツ軍は5つの橋を爆破した。

### ドイツ軍、2回目の反撃
1945年1月20日、ドイツ軍は2度目の大規模な反撃を開始、赤軍の防衛線に20キロに及ぶ穴を開け、ドナウ川へ進撃、ブダペスト南方から赤軍の補給線を脅かした。
なんとしてもドイツ軍の攻勢を停止させるようにスターリンから命令を受けた赤軍は2個軍団を派遣し、ドイツ軍の攻撃に対応するために南へ急行させた。しかしブダペストまで後20キロ未満まで進撃していたドイツ軍はすでに兵員が不足しており、攻撃の維持ができず、結局問題を解決できなかった。そのため、ブダペストの防衛部隊は包囲からの脱出する許可を願ったが、ヒトラーは拒絶した。1945年1月28日、ドイツ軍は戦線を保持できなくなり、撤退せざるを得なくなった。そのため、ブダペスト防衛隊の運命は閉ざされることとなった。

### 1月21日、ブダペストの攻撃に参加した部隊
- 第83海軍歩兵旅団

#### 第75親衛狙撃兵軍団
- 第113狙撃兵師団
- 第180狙撃兵師団
- 第109狙撃兵師団の2個連隊

総勢、将兵114,719名

#### 第37親衛狙撃兵軍団
- 第108狙撃兵師団
- 第316狙撃兵師団
- 第320狙撃兵師団

総勢、将兵116,645名

#### 第18親衛狙撃兵軍団
- 第66親衛狙撃兵師団
- 第68親衛狙撃兵師団
- 第297狙撃兵師団
- 第317狙撃兵師団

総勢、将兵13,140名
- 第5砲兵師団
- 第7砲兵師団
- 第16砲兵師団
- 第462迫撃砲連隊
- 第48「カチューシャ」連隊
- 第12突撃工兵旅団
- 第14突撃工兵旅団
- 戦車中隊から9両のT-34

#### 1月1日時点の火砲
- 203mm榴弾砲：69門
- 152mm加農砲 /榴弾砲：116門
- 122mm加農砲 /榴弾砲：160門
- 76mm師団所属砲：245門
- 76mm師団所属砲：60門
- 57mm対戦車砲：20門
- 45mm対戦車砲：114門
- 82mm迫撃砲：307門
- 120mm迫撃砲：213門
- カチューシャ：24門

### ブダ攻防戦
平らな地形のペシュトと違い、ブダは丘に築かれた町であった。これはドイツ軍が火砲を丘に配置、さらに丘を利用して防衛陣地を築くことを可能としており、赤軍は攻撃が大幅に鈍り始めていた。主防衛陣地のゲッレールトの丘 (en) は武装親衛隊の精鋭部隊が防衛しており、いくつかの赤軍による攻撃を撃退した。その近辺でドイツ軍と赤軍は共同墓地で戦い、蓋を開けられた墓地上の戦いは数日間続いた。ドナウ川の中にあるマルギット島 (en) での戦いは特に情け容赦の無い激しいものとなった。島とブダを繋ぐマルギット橋は半壊していたとはいえブダとの行き来が可能であったため、下町に臨時に設営された飛行場の一部、または補給物資の投下拠点に使用されたからである。赤軍は島への攻撃に第25親衛狙撃兵師団を投入した（損失は後述）。
1945年2月11日、6週間に及ぶ戦いの後、猛烈な赤軍の攻撃が3箇所より行われ、ゲッレールトの丘はついに陥落した。赤軍の火砲は町全体を支配しており、すでに2キロ四方で食料不足と病気を患いつつあった枢軸軍防衛部隊の防衛線を撃破しつつあった。枢軸軍の一日の割り当て食料は部隊で屠殺された馬肉、パン150グラムとなっていたが、それでも枢軸軍防衛部隊は降伏を拒否、あらゆる通り、家で赤軍の部隊、戦車から町を防衛し続けた。この時、捕虜となったハンガリー将兵の幾人かは赤軍側に加わっていたが、彼らはブダ義勇兵連隊 (Budai Önkéntes Ezred, en) として知られることとなる。
2日間の大激戦において血が流された上でブダペスト南駅を占領した赤軍は、城の丘へ進撃した。1945年2月10日、激戦の末、ソ連海軍歩兵が城の丘に橋頭堡を確立したが、丘の半分は依然、枢軸軍が占拠していた。

### ドイツ軍3度目の反撃、そして降伏
ヒトラーはドイツ軍指揮官カール・プフェッファー＝ヴィルデンブルッフが包囲から脱出することもしくはブダペストから撤退することを禁ずる命令を改めて出した。しかし、補給物資を運ぶグライダーによる輸送は数日前に終了、さらにパラシュートによる物資投下も中止されていた。
もはや望みがなくなったことを悟ったプフェッファー＝ヴィルデンブルッフは独断で包囲網からの脱出を決定した。通常、ドイツ軍指揮官はハンガリー軍部隊を併せて指揮し、ハンガリー軍指揮官の意見を聞くことなどしなかったが、この時ばかりは、異例なことにプフェッファー＝ヴィルデンブルッフはこの最後となる決死の脱出劇にハンガリー軍指揮官、イヴァーン・ヒンディ (Iván Hindy) を引き入れた。
2月11日夜、ドイツ・ハンガリー将兵28,000名が城の丘からの撤退を開始した。彼らは3波に分かれて行動、それぞれ何千人もの民間人を含んでおり、家族らは乳母車を押して雪や氷の上を進んだ。しかし、赤軍はすでにこれに対処するべく、待ち伏せを行っていた。
ドイツ・ハンガリー将兵は民間人らとともに霧を効果的に利用して撤退した。第一波は待ち伏せしていた赤軍将兵と火砲を驚かせることとなり、その多くが撤退することができた。第二波、第三波は運が無く、赤軍の火砲、カチューシャロケット砲による攻撃で大勢の死傷者が出たにもかかわらず、5,000から10,000名がブダペスト北西の森へ脱出に成功、ウィーンへと退却、ドイツ将兵約700名は脱走した。
大部分の逃亡者が赤軍の攻撃により、戦死・負傷、そして捕虜となった。ドイツ軍指揮官プフェッファー＝ヴィルデンブルッフ、ハンガリー軍指揮官ヒンディらも脱出の際に重傷を負い赤軍の捕虜となった。
1945年2月13日、残存していたブダペスト防衛部隊はついに降伏した。ブダペストの町で破壊、もしくは損害を受けた建物は80パーセントにおよび、その中には伝統あるハンガリー国会議事堂、ブダペスト城も含まれていた。そしてドナウ川に架かっていた5つの橋の全部が破壊された。
ドイツ軍、ハンガリー軍の損失は激しく、全師団が撃破された。最小に見積もっても、第13装甲師団 (en)、第60装甲擲弾兵師団フェルトヘルンハレ (en)、第8SS騎兵師団 フロリアン・ガイエル、第22SS義勇騎兵師団らはほとんどが壊滅した。そして、ハンガリー第1軍団も壊滅、第10歩兵師団、第12歩兵師団、第1装甲師団が殲滅された。
飢餓、もしくは病気で死亡した民間人は確定ではないが、約40,000名と見積もられる。また他国の赤軍占領地域でもそうであったように、一般兵士から将官までもが略奪・暴行に参加し、10歳から70歳まで、およそ目に付く殆どの女性が強姦された。

### 赤軍・ルーマニア軍の損失[4]

#### ルーマニア第4軍団
（1月分については1月後半における攻撃からの推測）
- 軍団司令部：戦死7名、行方不明3名、負傷19名、戦病3名
- 第2歩兵師団：戦死147名、行方不明29名、負傷654名、戦病149名
- 第19歩兵師団：戦死181名、行方不明12名、負傷936名、戦病42名
- 第9騎兵師団：戦死79名、負傷272名、戦病6名

#### 赤軍第18狙撃兵軍団
（第66親衛狙撃兵師団、第68親衛狙撃兵師団、第297狙撃兵師団、第317狙撃兵師団）
戦死791名、行方不明50名、負傷 2,568名戦病 72名（1月1日から10日）
- 第25親衛狙撃兵師団（1月20日から31日）：戦死、殺害された29名を含む452名

包囲に参加した全ての軍（2月1日から10日）：戦死1,044名、行方不明52名、負傷3,411名、戦病276名

## その後
春の目覚め作戦を除いて、その年の3月に開始されたブダペスト包囲戦はドイツ軍が南で行った最後の大規模作戦活動であった。赤軍による更なる包囲はドイツ国防軍、そして特に武装親衛隊を減少させることとなった。ブダペスト包囲戦は赤軍にとってベルリンにおける戦いの最終リハーサルであった。そしてこの戦いは赤軍によるウィーン攻略作戦を開始させることとなり、ブダペスト降伏2ヵ月後の1945年4月13日、ウィーンは陥落する。

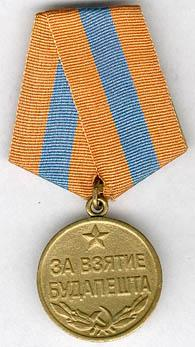
ブダペスト戦功メダルは戦いに参加した全てのソビエト赤軍将兵に与えられた。

## 回顧録
ブダペスト王宮の丘地域（Naphegy、Krisztinavárosなど）での戦いはその住民の日記、回顧録から窺い知ることができる。1944年当時、15歳であったラースロー・デセエー(en)は家族とともにメーサーロシュ32番街 (32 Mészáros Street) に住んでいた。この地区はブダペスト南駅近辺であったため、最も熾烈な攻撃が行われたひとつであり、丘における戦いにとって戦略的重要な地区であった。デセエーは包囲戦の間、日記をつけていた。また、兵士アンドラーシュ・ネーメト（András Németh）の回顧録にも包囲中、彼の仲間が観測所として以前使用していた空の校舎への爆撃について記述している。

## 文献
- John F. Montgomery, Hungary: The Unwilling Satellite. Devin-Adair Company, New York, 1947. Reprint: Simon Publications, 2002. Available online at Historical Text Archive and at the Corvinus Library of Hungarian History.
- Gosztony, Peter: Der Kampf um Budapest, 1944/45, München : Schnell & Steiner, 1964.
- Nikolai Shefov, Russian fights, Lib. Military History, M. 2002.
- James Mark. Remembering Rape: Divided Social Memory and the Red Army in Hungary 1944–1945. Past and Present 2005: 188: 133-161 (Oxford University Press).
- Krisztián Ungváry, The Siege of Budapest: One Hundred Days in World War II (trans. Peter Zwack), Yale University Press, 2005, ISBN 0-300-10468-5
- Source about soviet casualties, estimated at 80,000, not 160,000: https://archive.is/20121221115318/http://www.victory.mil.ru/war/oper/15.html